# Traiguén Airport
Traiguén Airport är en flygplats i Chile.   Den ligger i provinsen Provincia de Malleco och regionen Región de la Araucanía, i den södra delen av landet, 600 km söder om huvudstaden Santiago de Chile. Traiguén Airport ligger 245 meter över havet.
Terrängen runt Traiguén Airport är platt åt nordost, men åt sydväst är den kuperad. Närmaste större samhälle är Traiguén, 2,5 km norr om Traiguén Airport.
I omgivningarna runt Traiguén Airport växer i huvudsak städsegrön lövskog. Runt Traiguén Airport är det glesbefolkat, med 15 invånare per kvadratkilometer.